# Ácrux
Ácrux (α Crucis) es la decimocuarta estrella más brillante del cielo con magnitud aparente +0.77. Se encuentra a 325 años luz del sistema solar en dirección de la constelación de la Cruz del Sur.
La alineación de las estrellas de la Cruz del Sur «γ-α» señala en dirección al polo sur celeste —véase esfera celeste—; la traza imaginaria de una bisectriz de la línea que une α Centauri con Hadar (β Centauri) corta a la anterior línea aproximadamente sobre el polo sur. La estrella polar sur es σ Octantis, conocida también como Polaris Australis.
Es la estrella más meridional del asterismo conocido como Cruz del Sur y es la estrella de primera magnitud más meridional, 2.3 grados más al sur que Alfa Centauri. Este sistema se encuentra a una distancia de 321 años luz del Sol.
A simple vista, Acrux parece una sola estrella, pero en realidad es un sistema estelar múltiple que contiene seis componentes. A través de telescopios ópticos, Acrux aparece como un sistema estelar triple, cuyos dos componentes más brillantes están separados visualmente por unos 4 segundos de arco y se conocen como Acrux A y Acrux B, α1 Crucis y α2 Crucis, o α Crucis A y α Crucis B. Ambas componentes son estrellas de tipo B, y son muchas veces más masivas y luminosas que el Sol. α1 Crucis es a su vez una binaria espectroscópica con componentes designadas α Crucis Aa (oficialmente llamada Acrux, históricamente el nombre de todo el sistema) y α Crucis Ab. Sus dos estrellas componentes orbitan cada 76 días a una separación de aproximadamente 1 au. HR 4729, también conocida como Acrux C, es una compañera más distante, formando una estrella triple a través de telescopios pequeños. C es también una binaria espectroscópica, lo que eleva el número total de estrellas del sistema a al menos cinco.

## Nomenclatura

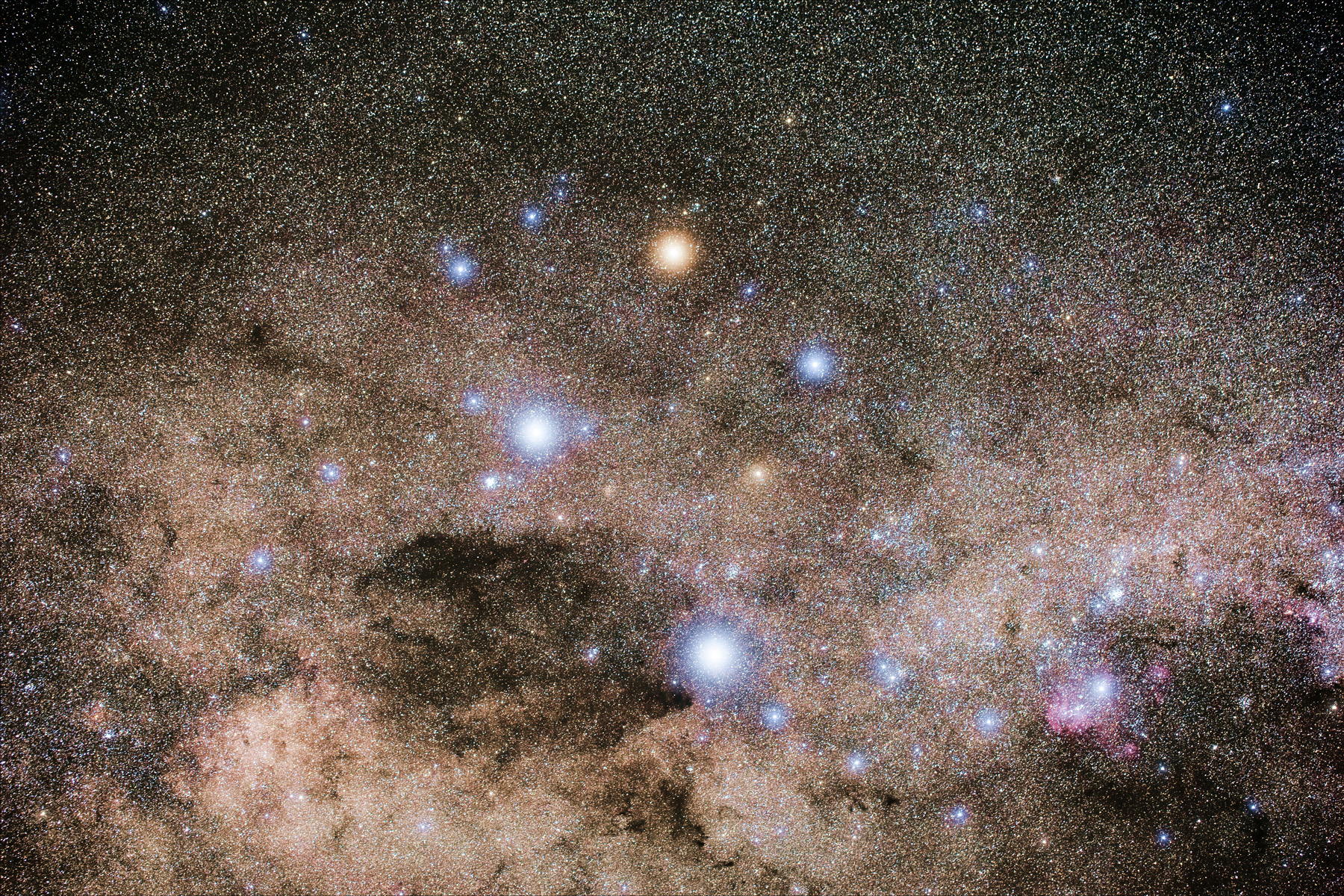
La constelación Crux

α Crucis (latinizado como Alpha Crucis) es la Denominación de Bayer del sistema; α1 y α2 Crucis, las de sus dos estrellas componentes principales. Las denominaciones de estas dos constituyentes como Acrux A y Acrux B y las de las componentes de A -Acrux Aa y Acrux Ab- derivan de la convención utilizada por el Washington Multiplicity Catalog (WMC) para sistemas estelares múltiples,[cita requerida] y adoptada por la Unión Astronómica Internacional (IAU).
El nombre histórico Acrux para α1 Crucis es un americanismo acuñado en el siglo XIX, pero que no entró en uso común hasta mediados del siglo XX. En 2016, la IAU organizó un Grupo de trabajo de la Unión Astronómica Internacional para el nombre de las estrellas (WGSN) para catalogar y estandarizar los nombres propios de las estrellas. El WGSN establece que en el caso de múltiples estrellas el nombre debe entenderse atribuido al componente más brillante por brillo visual. El WGSN aprobó el nombre Acrux para la estrella Acrux Aa el 20 de julio de 2016 y así figura ahora en el Catálogo de Nombres de Estrellas de la IAU.
Dado que Acrux se encuentra a −63° de declinación, lo que la convierte en la estrella de primera magnitud más meridional, solo es visible al sur de latitud 27° Norte. Apenas se eleva desde ciudades como Miami, Estados Unidos, o Karachi, Pakistán (ambas en torno a los 25°N) y en absoluto desde Nueva Orleans, Estados Unidos, o El Cairo, Egipto (ambas en torno a los 30°N). Debido a la precesión axial de la Tierra, la estrella era visible para los antiguos astrónomos hindúes de India, que la llamaron Tri-shanku. También era visible para los antiguos romanos y griegos, que la consideraban parte de la constelación de Centauro.
En chino, 十字架 (Shí Zì Jià, ‘Cross’), se refiere a un asterismo formado por Acrux, Mimosa, Gamma Crucis y Delta Crucis. En consecuencia, el propio Acrux se conoce como 十字架二. (Shí Zì Jià èr, ‘Segunda Estrella de Cruz’).
En portugués es conocida como Estrela de Magalhães (‘Estrella de Magallanes’).

## Características
Identificada como estrella doble por misioneros jesuitas (Jean de Fontaney, 1685 y Jean Richaud, 1689) , Ácrux está compuesta por dos estrellas blanco-azuladas, separadas 4 segundos de arco. La más brillante, denominada Alfa-1 Crucis (HD 108248 / HR 4730), está catalogada como una subgigante de tipo espectral B0.5IV y magnitud 1.33, mientras que su compañera, Alfa-2 Crucis (HD 108249 /HR 4731), tiene tipo B1V y magnitud 1.7 y aún se encuentra en la secuencia principal. En conjunto, el par presenta una magnitud de 0.77. Alfa-1 Crucis es, a su vez, una binaria espectroscópica con un período de 75.86 días.
La componente principal de Alfa-1 Crucis tiene una temperatura superficial de 30 000 K. Las dos estrellas de este subsistema son, respectivamente, 25 000 y 7000 veces más luminosas que el Sol. Alfa-2 Crucis tiene una temperatura de 27 000 K y una luminosidad aproximadamente 20 000 veces superior a la luminosidad solar. Su masa es unas 13 veces mayor que la masa solar.
La separación de la binaria Alfa-1 Crucis respecto a Alfa-2 Crucis es de 400 au —siendo este un valor mínimo— y su período orbital es de al menos 1300 años. Por su parte, la separación media entre las dos componentes de Alfa-1 Crucis es de sólo 1 au, pero la notable excentricidad de su órbita hace que esta varíe entre 0.5 y 1.5 au.
A 90 segundos de arco en dirección SSO se encuentra otra estrella de magnitud 4.9 y tipo espectral B, visible con binoculares y denominada Alfa Crucis C. Aunque aparentemente tiene el mismo movimiento propio que Alfa-1 y Alfa-2 Crucis, esta estrella se encuentra a más del doble de distancia y por lo tanto no tiene relación física con el par.
La fotometría con el satélite TESS ha demostrado que una de las estrellas del sistema α Crucis es una β Cephei variable, aunque α1 y α2 Crucis están demasiado cerca para que TESS pueda resolver y determinar cuál es la pulsante.
Rizzuto y sus colegas determinaron en 2011 que el sistema α Crucis tenía un 66 % de probabilidades de ser miembro del subgrupo Lower Centaurus-Crux de la asociación Scorpius-Centaurus. Anteriormente no se había visto que fuera miembro del grupo.
La estrella de clase B HR 4729 (HD 108250), más fría y menos luminosa, se encuentra a 90 segundos de arco del sistema estelar triple α Crucis y comparte su movimiento a través del espacio, lo que sugiere que puede estar ligada gravitatoriamente a él, por lo que generalmente se supone que está físicamente asociada. Es en sí misma un sistema binario espectroscópico, a veces catalogado como componente C (Acrux C) del sistema múltiple Acrux. Otra compañera visual más débil está catalogada como componente D o Acrux D. Otras siete estrellas débiles también figuran como compañeras hasta una distancia de unos dos minutos de arco.
El 2 de octubre de 2008, la nave Cassini-Huygens resolvió tres de los componentes (A, B y C) del sistema estelar múltiple mientras el disco de Saturno lo ocultaba.

## En la cultura
Acrux está representado en las banderas de Australia, Nueva Zelanda, Samoa y Papúa Nueva Guinea como una de las cinco estrellas que componen la Cruz del Sur. También aparece en la bandera de Brasil, junto con otras 26 estrellas, cada una de las cuales representa a un estado; Acrux representa al estado de São Paulo. También está representada (como parte de la Cruz del Sur) en la portada del actual (de 2015) pasaporte brasileño.
El buque brasileño de investigación oceanográfica Alpha Crucis lleva el nombre de la estrella.